# Rudolf med röda mulen

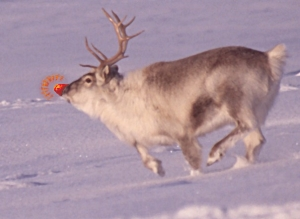
Rudolf med röda mulen.

Rudolf med röda mulen, på engelska: Rudolph the Red-Nosed Reindeer, är en populär julsaga om en av jultomtens renar, skriven av Robert L. May 1939. Berättelsen har senare blivit  sång, teater och TV, och översatts bland annat till svenska. 
Historien handlar om hur Rudolf, som blir retad och mobbad av de andra renarna för sin röda mule. Men en dimmig julaftonskväll säger tomtefar att Rudolf behövs för att tomtens släde skall synas bättre. Då slutar de andra renarna att reta Rudolf. 

## Tillkomst
May arbetade på varuhuset Montgomery Ward som brukade dela ut små sagoböcker kring jul. Hans chef ville att man skulle skapa en egen saga för att minska kostnaderna och anlitade May att skriva den. Robert L. May utgick från sin egen känsla av utanförskap och skrev en fula ankunge-historia om en mobbad ren. Han funderade på om han skulle kalla renen Rollo eller Reginald, innan han slutligen bestämde sig för namnet Rudolf. Hans fyraåriga dotter älskade historien, men chefen var skeptisk till den röda nosen, att den kunde associeras till fylleri och därför vara olämpligt i en julsaga för barn. Berättelsen fick dock ett varmt mottagande, men eftersom May hade skrivit historien i uppdrag för varuhuset så fick han till en början inga royalties för berättelsen, men lyckades få det 1947. 
Mays svåger, låtskrivaren Johnny Marks skrev en sång om Rudolf, som bland annat översatts till svenska. Gene Autry spelade in sången 1949 och sålde i två miljoner exemplar det året, och kom att bli en av tidernas bäst säljande sånger. Sången skiljer sig dock något från Mays saga, i sagan så växte inte Rudolf upp på Nordpolen hos jultomten, utan tomten fann honom då han delade ut julklappar i Rudolfs hem.

## Publikation
- Julens önskesångbok, 1997 (på engelska och svenska), under rubriken "Nyare julsånger"

## Fotnoter
1. ↑   Snopes - Rudolph the Red-Nosed Reindeer